# Heteromys desmarestianus
Espèce
Synonymes
- Heteromys goldmani Merriam, 1902

Statut de conservation UICN

 LC  : Préoccupation mineure
Heteromys desmarestianus est une espèce de rongeurs de la famille des Heteromyidae qui regroupe les souris kangourou d'Amérique. Ce petit mammifère fait partie des Souris épineuses à poches, c'est-à-dire à larges abajoues. Il est présent en Colombie, Équateur, Panama et Venezuela.
L'espèce a été décrite pour la première fois en 1868 par le zoologiste britannique John Edward Gray (1800-1875).

## Liste des sous-espèces
Selon Mammal Species of the World (version 3, 2005)  (21 nov. 2012) :
- sous-espèce Heteromys desmarestianus chiriquensis
- sous-espèce Heteromys desmarestianus crassirostris
- sous-espèce Heteromys desmarestianus desmarestianus
- sous-espèce Heteromys desmarestianus fuscatus
- sous-espèce Heteromys desmarestianus goldmani - Souris à poches de Goldman[1], une espèce à part entière selon ITIS et NCBI : Heteromys goldmani Merriam, 1902.
- sous-espèce Heteromys desmarestianus panamensis
- sous-espèce Heteromys desmarestianus planifrons
- sous-espèce Heteromys desmarestianus repens
- sous-espèce Heteromys desmarestianus subaffinis
- sous-espèce Heteromys desmarestianus temporalis
- sous-espèce Heteromys desmarestianus underwoodi
- sous-espèce Heteromys desmarestianus zonalis

Selon NCBI (21 nov. 2012) :
- sous-espèce Heteromys desmarestianus desmarestianus